# RSN Nr. 1 bis 5
Die Fahrzeuge Nr. 1 bis 5 waren schmalspurige Tenderlokomotiven der Kreiskleinbahn Rathenow-Senzke-Paulinenaue-Nauen (RSN). Die Deutsche Reichsbahn übernahm 1949 zwei Exemplare und ordnete sie in die Baureihe 99.451 ein.

## Geschichte
Die RSN bestellte 1898 bei Krauss in München drei Lokomotiven, die 1899 mit den Numern 1 bis 3 ausgliefert wurden. Im Jahr 1901 bestellte die Kreiskleinbahn für die Verlängerung der Strecke nach Nauen zwei Lokomomotiven bei der Firma Orenstein & Koppel (O&K), die andere Abmessungen als die Krauss-Maschinen hatten (Lok Nr. 4–5).
Eingesetzt wurden die Lokomotiven auf den ab 1. April 1900 eröffneten Strecken zwischen Rathenow und Nauen sowie zwischen Senzke und Paulinenaue. 
Als die Deutsche Reichsbahn im April 1949 die Betriebsführung dieser ehemaligen Kreisbahn übernahm, reihte sie aus jeder Bauserie eine Lokomotive in ihren Bestand ein. Die Lokomotive Nr. 3 erhielt die Nummer 99 4511. Die Nr. 5 erhielt die neue Nr. 99 4512. Sie wurde 1964 ausgemustert und verschrottet. Die DR setzte die 99 4511 im Jahr 1961 zur ehemaligen Rügensche Kleinbahn um. 
Die 99 4511 wurde 1965 im Reichsbahnausbesserungswerk Görlitz einer Großteilerneuerung unterzogen, und dabei faktisch neu gebaut. Die neue Lokomotive hatte einen neuen Rahmen, drei Treibachsen ohne Laufachse, einen neuen Kessel und ein neues Führerhaus. Sie glich der im Jahr 1960 erneuerten 99 4701. 
Im Jahr 1965 kam die neu gebaute 99 4511 auf die Insel Rügen zurück, wo sie jedoch nicht mehr eingesetzt wurde. Im nächsten Jahr setzte die DR die Lok zu den ehemaligen Prignitzer Kreiskleinbahnen um, wo sie bis 1971 im Einsatz blieb. Danach stand sie mehrere Jahre in Glöwen abgestellt. Am 5. November 1976 musterte die DR die Lokomotive aus.
Noch im gleichen Jahr wurde sie in die Bundesrepublik Deutschland verkauft. Im Jahr 1977 wurde sie im „Holiday-Park“ in Haßloch aufgestellt. 
Seit 1998 gehört sie der IG Preßnitztalbahn in Jöhstadt, die sie betriebsfähig aufarbeitete. Sie kommt seitdem gelegentlich auf der Museumsbahn Steinbach-Jöhstadt zum Einsatz.
Aufgrund ihrer auffälligen Fahrgeräusche trug sie ursprünglich den Spitznamen Pusteline. Bei der Preßnitztalbahn wird sie mundartlich als Meppel bezeichnet.

## Technische Merkmale

### RSN Nr. 1 bis 3
Die Lokomotiven mit den Nr. 1–3 verfügten über einen Innenrahmen, in dem die drei Kuppelradsätze gelagert waren. Für die Aufnahme der Laufachse war der Rahmen unter dem Führerhaus zu einem Außenrahmen verbreitert, die Achse lief mit der dritten Kuppelachse in einem Krauss-Helmholtz-Lenkgestell. Auf dem Kessel befand sich der Dampf- und der Sanddom. Die Lokomotiven hatten einen Heusingersteuerung, der Antrieb erfolgte auf die zweite Achse.

### RSN Nr. 4 und 5
Die Loks mit den Nr. 4 und 5 verfügten über einen Außenrahmen. Die Nachlaufachse lief in einem Bisselgestell. Die Loks hatten eine Lenker-Steuerung, ein Patent von Arthur Koppel (O&K-Patentsteuerung), sie verursachte aufgrund schlechter Reguliermöglichkeiten unregelmäßige Auspuffschläge. Darum war die Nummer 5 als Röchelanna oder als Springender Hirsch, was auf ihr Fahrverhalten zurückzuführen war, bekannt.